# A törvény szíve
A törvény szíve (eredeti cím: The Children Act) 2017-ben bemutatott amerikai–brit filmdráma, amelyet Richard Eyre rendezett, Ian McEwan The Children Act című regénye alapján. A főbb szerepekben Emma Thompson, Stanley Tucci és Fionn Whitehead látható.
A filmet először a Torontói Nemzetközi Filmfesztiválon mutatták be 2017. szeptember 9-én. Az Egyesült Királyság 2018. augusztus 24-én, Amerikai Egyesült Államokban 2018. szeptember 14-én mutatták be a mozikban.

## Cselekmény
Fiona May, az angol legfelsőbb bíróság bírónője olyan ítéletet hoz, amely lehetővé teszi a sebészeknek, hogy szétválasszák a sziámi ikreket, ami viszont az egyik csecsemő halálát vonja maga után. A tárgyalás végén hazatér, ahol komoly beszélgetésbe keveredik férjével, Jackkel. A férje panaszkodik, hogy teljesenelidegenedtek egymástól, és már régóta nem szeretkeztek. Még azzal is fenyegeti, hogy szeretőt fog tartani.
Másnap Fiona telefonhívást kap a bíróságtól – sürgős ügyről tájékoztatják a 17 éves, leukémiában szenvedő Adam Henryről. A kezelés folytatásához vérátömlesztésre van szüksége, azonban Adam szülei a Jehova tanúi nevű vallási szervezet tagjai, amely tiltja az ilyen eljárásokat.
A bírósági ülésen mindkét fél álláspontja erősnek és meggyőzőnek bizonyul. A bíró asszisztense felolvassa Adam üzenetét, amelyben elfogadja betegségét és készen áll a halálra, anélkül, hogy elárulná elveit. A döntés meghozatalához Fiona a kórházba megy, hogy találkozzon Adammal. Meg kell értenie, miért hajlandó a fiatal kezdő zenész és költő hagyni, hogy a betegség felülkerekedjen rajta.
Adam elmondja a bírónak, miszerint a vér az embert alkotó lényeg, a lelke, Isten ajándéka, ezért nem cserélheti ki a saját vérét idegen vérre, ezért elutasítja a transzfúziót. A bíró elhagyja a kórházat, Adamet tanácstalanul hagyva. Visszatérve a bíróságra, Fiona a vérátömlesztés mellett dönt, mivel Adam élete fontosabb, mint a vallási elvek. Otthon Fiona folytatja a kellemetlen beszélgetést Jackkel. Kiderül, a férje megcsalta őt a kolléganőjével. Fiona kezdeményezi a válást.
Adam vérátömlesztést kap, és javul az állapota. Miután kiengedik a kórházból, első dolgaként Fionát hívja, de ő nem veszi fel a telefont. Adam akkor az utcán találkozik vele, és átadja neki a verseit és leveleit. Fiona kéri, hagyja békén, és ne zaklassa többé.
Fiona vonattal utazik Newcastle-be, és útközben elolvassa a leveleket, amelyeket Adam adott neki. Este, egy üzleti vacsora közben, telefonhívást kap, de amikor felmegy a szobájába, meglepetten találkozik Adammal. A beszélgetés során Adam bevallja, a halálvágya romantikus kaland volt. Élvezte saját betegségét és szenvedéseit, ma már hibának tartja ezt. Adam Fionával akar élni, és bármilyen házimunkát vállal. Fiona számára mindez kísértetiesnek tűnik. Adam érzelmes monológja meghatja, mégis Fiona visszaküldi Londonba.
Szabadidejében Fiona kollégáival zenél. A koncert előtt egy üzenetet kap, amelyben az áll, hogy Adam ismét beteg és nem akarja látni a szüleit. Fiona megdöbben – nem tud vidám dallamot játszani a zongorán. Fiona taxival siet a Szent Dávid kórházba, ahol Adam fekszik. A fiú szinte eszméletlen állapotban csak annyit mond: „Az én döntésem, bírónő...”. Adam nagykorú lett, és elutasította az újabb vérátömlesztést. Hazatérve Fiona elmeséli Adam történetét a férjének.

## Szereplők
| Szerep                   | Színész           | Magyar hang    |
| ------------------------ | ----------------- | -------------- |
| Fiona Maye               | Emma Thompson     | Kovács Nóra    |
| Jack Maye                | Stanley Tucci     | Csankó Zoltán  |
| Adam Henry               | Fionn Whitehead   | Nagy Gereben   |
| Kevin Henry              | Ben Chaplin       | Bozsó Péter    |
| Nigel Pauling            | Jason Watkins     | Kassai Károly  |
| Amadia Kalu              | Nikki Amuka-Bird  |                |
| Mark Berner              | Anthony Calf      | Rosta Sándor   |
| Marina Green             | Rosie Cavaliero   |                |
| Naomi Henry              | Eileen Walsh      |                |
| Rodney Carter professzor | Nicholas Jones    | Barbinek Péter |
| Sherwood Runcie          | Rupert Vansittart |                |

### Magyar változat
- Magyar szöveg: Szalai Eszter
- Hangmérnök és vágó: Csaba Tamás
- Gyártásvezető: Nagy Anna
- Szinkronrendező: Csorba Éva
- Studióvezető: Csaba László

A szinkront a Syncton Stúdió készítette el.

## A film készítése
2016. augusztus 29-én jelentették be, hogy Emma Thompson tárgyalásokat folytat a Richard Eyre rendezésében és Duncan Kenworthy produceri munkájában készülő, Ian McEwan regényéből adaptált The Children Act című film főszerepéről. 2016. október 3-án Stanley Tucci és Fionn Whitehead csatlakozott a stábhoz. A forgatás 2016 októberében kezdődött Londonban; 2016. december 8-án jelentették be, hogy a forgatás befejeződött. Sir Alan Hylton Ward, az összenőtt ikrek ügyének egyik bírája (amely a könyv egyik ihlető forrása volt), a film készítés során tanácsadóként működött közre.

## Bemutató
A film világpremierje 2017. szeptember 9-én volt a Torontói Nemzetközi Filmfesztiválon. Röviddel ezután az A24 és a DirecTV Cinema megszerezte a film forgalmazási jogait.
Az Entertainment One 2018. augusztus 24-én mutatta be az Egyesült Királyság. Az Egyesült Államokban a DirecTV Cinema csatornán keresztül 2018. augusztus 16-án került volna forgalomba, majd ezt követően 2018. szeptember 14-én jelent meg korlátozott számú mozikban.